# Васильково (городской округ город Бор)
Васильково — деревня в городском округе город Бор Нижегородской области, в составе муниципального образования городской округ город Бор (входит в состав Кантауровского сельсовета).

## Расположение
Деревня расположена рядом с рекой Линда. Рядом находится лес. Неподалеку от деревни в Линду впадает река Алсма. Расстояние до районного центра город Бор составляет 31 км, до областного центра Нижний Новгород −39 км. Близлежащие деревни: Королево-в 1 км, Филипповское-в 2 км,Тюрино-в 1 км, Каликино-в 2 км. В 3 км находится клуб отдыха Малиновая Слобода.

## Население
| 2002 | 2010 |
| ---- | ---- |
| 233  | ↘169 |

## История деревни
Точных данных о возникновении села Васильково (а до 30-х годов Васильково имело статус села) нет. Предположительно деревня была основана за 20-25 лет до 1646 года. Первое упоминание о починке Васильевском относится к 1646 году. Это Писцовая книга о новоприбылых населенных пунктах Балахнинского уезда Заузольской волости. Основателем починка Васильевского, затем ставшего деревней Васильково, является Василий Давидович Дудинский (Дудинский — прозвище, но может означать и населенный пункт, из которого Василий прибыл).
На 1646 год в деревне было 6 дворов, в которых проживал 31 человек. Следующий найденный документ составлен всего через 7 лет. Это Переписная окладная книга из грамот архива коллегии экономии. В документе указывается о Церкви Пречистыя Богородицы Казанской Балахонского уезда Заузольской волости «в селе, что была деревня Васильевское». В том же документе содержится указание на дату постройки: «А строена та церковь по Патриарховой грамоте 7157 года (от Сотворения мира(1649)), да к той же церкви в том же селе омежёвано вновь пашни паханные». В Нижегородских епархиальных ведомостях 1903 года есть данные о том, что в 1723 году всего в приходе Пречистелья села Васильково было 120 дворов.
По данным списка населенных мест 1859 года в селе Васильково при реке Линда было 44 двора с 222 жителями. По данным «Адрес-Календаря Нижегородской епархии»1888 года в приход входили деревни: Королево, Подрезово, Филипповское, Запрудное, Узлово, Каликино, всего 188 прихожан мужского пола, 297 женского. 25 раскольников-беспоповцев. Надо отметить, что во всех этих деревнях жили старообрядцы, поэтому священникам приходилось бороться с поборниками раскола. Известны распри священника Алексея Селиванова и раскольника Максима Григорьева. Рядом располагался старообрядческий Малиновский скит. Первая церковь в селе Васильково была деревянная. В 1829 году построена каменная церковь. В 1889 году при храме открыта церковно-приходская школа. Первым учителем в ней стал настоятель. В 1910 году построено новое здание школы, которое сохранилось до наших дней. Учителем в этой школе стали дочери священника -Римма Федоровна и Муза Федоровна Румянцевы. Первые комсомольцы появились в Васильково в 1920 году. Среди них Федор Румянцев, Алексей Исаков, Николай Малинин.
В 1931 году в селе образовался колхоз «Седьмая годовщина памяти Ильича». В 1933 году в колхозе появился первый трактор из совхоза «Сормовский пролетарий». В 1937 году был расстрелян последний священник Белавин Иван Михайлович. С этого момента церковь прекратила свое существование, село превратилось в деревню. В 1940 году в деревне появилось электричество. Во время Великой Отечественной войны на фронт было призвано 56 человек, 36 из них погибли за Родину. Среди оставшихся в живых Андрей Анатольевич Сычев (герой книги Г. И. Цветковой «Жила бы деревня моя»), Николай Степанович Трофимов, Сергей Степанович Орлов (герой книги Л. М. Добролюбовой «Маленькие памятники большой войне») — коренные жители деревни, чей род ведется с её основания.
В послевоенные годы Васильковский колхоз вошел в состав Каликинского колхоза. В декабре 1959 года колхоз стал совхозом. В Василькове построили теплицы, где выращивали ранние огурцы. В период перестройки закрылась школа, прекратил работу магазин.

## Современное Васильково
В деревне проведён газ, отстраиваются новые дома. Вдоль деревни проходит асфальтированная дорога, в 2 км находится железнодорожная станция Каликино. Детей доставляет в Каликинскую школу школьный автобус. Рядом находятся река и лес, поэтому земля привлекает внимание дачников.Один из известных жителей деревни - Сергей Шпингалетов (Шпингалет), который бессменно возглавлял один из отделов конструкторского бюро ГАЗ.